# Лусье, Элвин
Элвин Лусье (14 мая 1931 — 1 декабря 2021) — американский композитор экспериментальной музыки и звуковых инсталляций, исследующих акустические явления и звуковое восприятие. Был членом художественного объединения Sonic Arts Union, вместе с Гордоном Мамма, Робертом Эшли и Дэвидом Берманом. Работы Лусье находятся под влиянием науки и физики: композитор-экспериментатор исследовал свойства звука, резонанс пространств, фазы интерференции и передачи звука через физический носитель.

## Биография

### Ранние годы
Элвин Лусье родился в Нашуа, Нью-Гемпшир. Получил образование в Йельском и Брандейском университетах. В течение 1958-1959 годов учился у известных американских композиторов Лукаса Фосса и Аарона Копленда. В 1960 году Лусье выиграл стипендию на двухлетнее обучение в Риме. Там музыкант знакомится с американским эмигрантом-композитором Фредериком Ржевским, хореографом Мерсом Каннингемом, пианистом Давидом Тюдором. В это время Лусье посещает концерт ещё одного американского композитора Джона Кейджа, музыка которого повлияла на молодого Элвина. За время пребывания в Риме, Элвин Лусье написал много камерных и оркестровых произведений. В то время композитор был под впечатлением системы сериализма в музыке. В 1962 году Лусье возвращается в США и занимает место руководителя студенческого хора в Брандейса.

### The Sonic Arts Union
В 1963 году камерный хор Лусье выступал в Ратуше Нью-Йорка, на этом концерте композитор познакомился с Гордоном Мамма и Робертом Эшли, которые были директорами ONCE -FESTIVAL и пригласили хор на выступление в следующем году. В 1966 году Лусье приглашает Мамма Эшли, Бермана в Брандейс для совместного концерта. Концерт четырёх композиторов был настолько успешен, что музыканты отправились в тур по США и Европе сначала под названием Sonic Arts Group, позже Роберт Эшли предложит название Sonic Arts Union. Это коллаборация продолжалась до 1976 года и предусматривала представление произведений каждого из 4 композиторов, обмен оборудования при необходимости и прочую взаимопомощь. В 1970 году Лусье покинул Брандейский университет ради работы в Уэльском университете. С 1972 до 1979 года композитор занял должность музыкального директора Viola Farber Dance Company.

### Личная жизнь и смерть
С первой своей женой, Мари, Лусье жил в браке до развода в 1972 году. Позднее он женился на Венди Стокс, с которой прожил до самой смерти.
Умер на 91-м году жизни в своём доме в Мидлтауне (Коннектикут) от последствий падения.

## Творчество
Лусье называют одним из проводников минимализма, концептуализма, электронной и электроакустической музыки. Однако, Лусье никогда не использовал в музыкальных целях компьютер и другие достижения современных музыкальных технологий. В одном из интервью Лусье вспоминал: 

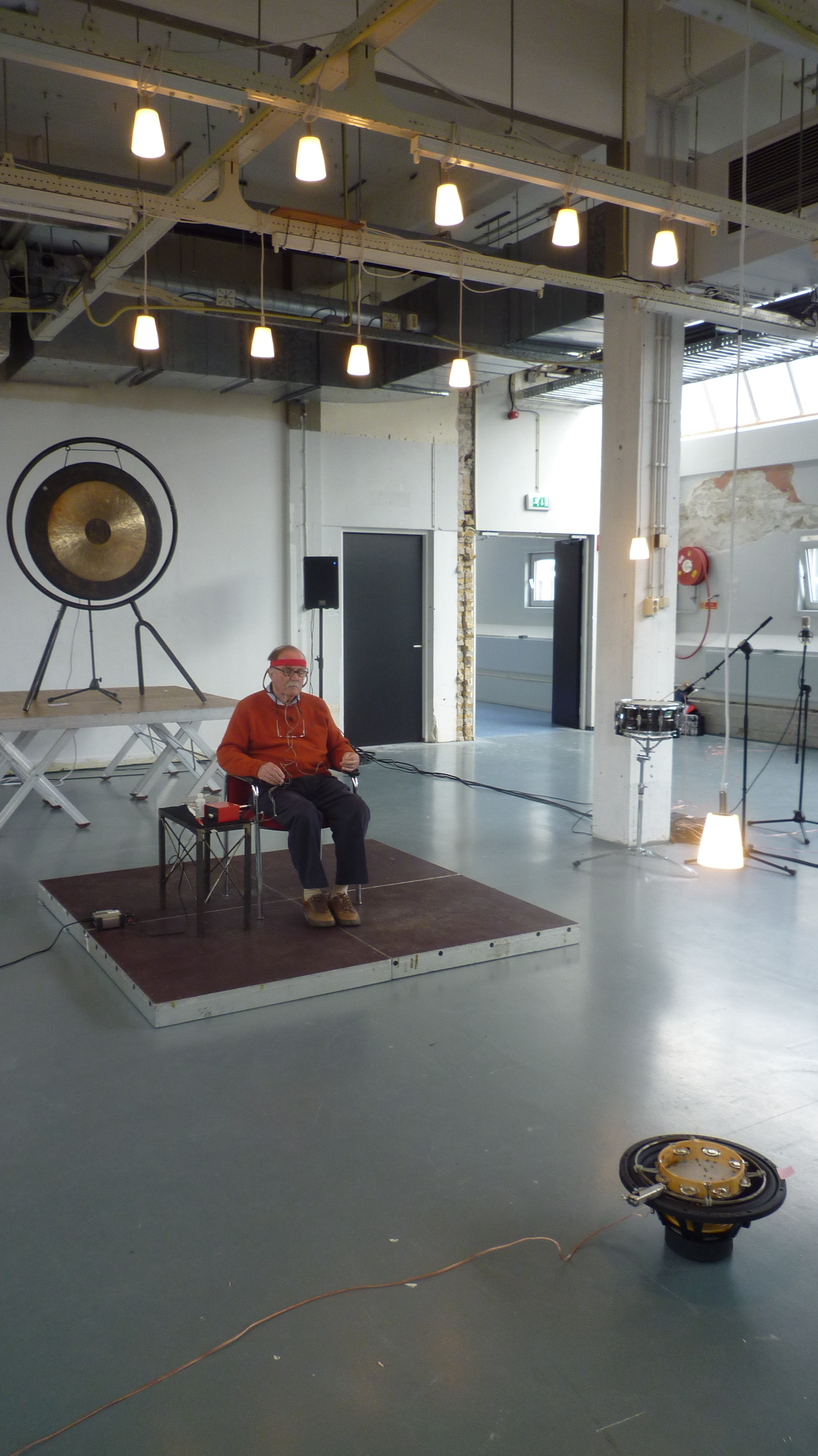

 «Электронную музыку я практически не пишу, а выражение „новая технология“ имеет к моей музыке косвенное отношение. Я, использую обычную акустическую измерительную аппаратуру, простые синусоидальные и импульсные генераторы. Я использую их для достижения новых акустических эффектов, при этом сам факт электронного происхождения этих эффектов меня совершенно не интересует». 
 Также композитор предпочитал называть свою музыку не электронной, а экспериментальной.

## Фильмы
- 1976 — Music With Roots in the Aether: Opera for Television. Tape 3: Alvin Lucier. Produced and directed by Robert Ashley . New York, New York: Lovely Music.

## Дискография
- Orchestra Works, New World Records CD 80755-2 2013 (contains "Diamonds for 1, 2, or 3 Orchestras, " "Slices, " «Exploration of the House»)
- Almost New York, Pogus Productions CD P21057-2 2011 (contains "Twonings, " "Almost New York, " "Broken Line, " «Coda Variations»)
- «Silver Streetcar for the Orchestra», Nick Hennies, on Psalms Roeba, CD # 8, 2010
- Still and Moving Lines of Silence in Families of Hyperbolas , Nick Hennies, Quiet Design CD Alas011 2010
- Still and Moving Lines of Silence in Families of Hyperbolas , 1-12, Lovely Music, Ltd. CD 1015, 2004
- Navigations for Strings; Small Waves, Mode Records, CD 124, 2003
- Still Lives, Lovely Music, Ltd. CD 5012, 2001 (contains "Music for Piano with Slow Sweep Pure Wave Oscillators , '' On the carpet of leaves illuminated by the moon, " «Still Lives»)
- «Music On A Long Thin Wire» [excerpt] on OHM: The Early Gurus of Electronic Music, 2000 3CD.
- Theme, Lovely Music, Ltd. CD 5011, 1999 (contains "Music for Piano with Magnetic Strings, " "Theme, " «Music for Gamelan Instruments, Microphones, Amplifiers and Loudspeakers»)
- Panorama, Lovely Music, Ltd. CD 1012, 1997 (contains "Wind Shadows, " "Music for Piano with One or More Snare Drums, " "Music for Piano with Amplified Sonorous Vessels, " «Panorama»)
- Fragments for Strings, Arditti String Quartet, Disques Montaigne, 1996
- Clocker, Lovely Music, Ltd. CD 1019, 1994
- «Self Portrait», on Upper Air Observation, Barbara Held, flute, Lovely Music, Ltd. CD 3031, 1992
- «Nothing is Real» on Hyper Beatles 2, Eastworld, 1991
- Crossings, Lovely Music, Ltd. CD 1018, 1990 (contains "In Memoriam Jon Higgins, " "Septet for Three Winds, Four Strings, and Pure Wave Oscillator, " «Crossings»)
- «Music for Alpha Waves, Assorted Percussion, and Automated Coded Relays», on Imaginary Landscapes, Elektra / Nonesuch 79235-2, 1989
- Sferics, Lovely Music, Ltd. LP 1017, 1988
- Still and Moving Lines of Silence in Families of Hyperbolas , 5-8, Lovely Music, Ltd. LP 1016, 1985
- Still and Moving Lines of Silence in Families of Hyperbolas , 1-4, Lovely Music, Ltd. LP 1015, 1983
- Music for Solo Performer, Lovely Music, Ltd. LP 1014, 1982
- I am Sitting in a Room, Lovely Music, Ltd. LP / CD 1013, 1981/90
- Music On A Long Thin Wire, Lovely Music, Ltd. LP / CD 1011, 1980/92
- Bird and Person Dyning / The Duke of York, Cramps, 1975
- «Vespers», on Electronic Sound, Mainstream MS-5010, 1971
- «I am sitting in a room», on SOURCE Record # 3, 1970
- «North American Time Capsule», on Music of Our Time series, CBS Odyssey Records, 1967

### Для прослушивания
- UBUWeb — includes original 1969 recording of «I Am Sitting In A Room»
- Music for Piano with One or More Snare Архивная копия от 13 апреля 2002 на Wayback Machine Drums (1990) by Alvin Lucier, performed by Hildegard Kleeb
- Island (1998) performed by The Other Minds Ensemble at the Other Minds Music Festival in 1999 at Cowell Theater in San Francisco.
- Nothing Is Real (Strawberry Fields Forever) (1990) performed by Margaret Leng Tan at the Other Minds Music Festival in 1999 at the Cowell Theater in San Francisco.
- Sferics excerpt at Architectural Association radio program curated by Charles Stankievech.
- I Am Sitting in a Room Recreation, from Internet Archive
- Queen of the South Video performance at Rensselaer Polytechnic Institute — Eyestone / McCabe / DeKam
- I am sitting in a room A performance using the acoustics of the Inchindown oil tanks that hold the world record for the 'longest echo'